# Festuca breistrofferi
Festuca breistrofferi är en gräsart som beskrevs av Chas, Kerguélen och François Plonka. Festuca breistrofferi ingår i släktet svinglar, och familjen gräs.
Artens utbredningsområde är Frankrike. Inga underarter finns listade i Catalogue of Life.